# Jadwiga Marko-Książek
Jadwiga Marko-Książek (ur. 6 kwietnia 1939 w Zelwie, zm. 30 stycznia 2019 w Gdańsku) – polska siatkarka, dwukrotna brązowa medalistka olimpijska, brązowa medalistka mistrzostw świata, wicemistrzyni Europy.

## Kariera
Marko była zawodniczką Gedanii Gdańsk oraz AZS-AWF Warszawa. Z warszawskim zespołem trzykrotnie zdobywała tytuł mistrzyni Polski (1964, 1965 i 1966) oraz osiągnęła finał Pucharu Europy 1962/1963.
W reprezentacji Polski występowała w latach 1959–1969, zaliczając 144 występy. Brała udział w mistrzostwach świata 1960 (czwarte miejsce oraz tytuł miss MŚ) oraz w 1962, w których zdobyła brązowy medal. Wraz z drużyną wywalczyła także srebro w mistrzostwach Europy 1963. Uczestniczyła w igrzyskach olimpijskich 1964 (zagrała pięć spotkań) oraz 1968 (trzy występy), dwukrotnie zajmując trzecie miejsce. Podczas IO 1964 i meczu Polska – USA Marko zaliczyła w drugim secie dziesięć kolejnych asów serwisowych.
Absolwentka liceum ogólnokształcącego w Pruszczu Gdańskim (1957) i Akademii Wychowania Fizycznego w Warszawie z tytułem magistra wychowania fizycznego (1968). Od 1969 pracowała jako nauczycielka akademicka i trenerka w Zakładzie Gier Zespołowych Akademii Wychowania Fizycznego i Sportu w Gdańsku. Zmarła w wieku 79 lat.